# Le Champ de l'arc-en-ciel
Le Champ de l'arc-en-ciel, connu au Japon sous le nom de Nijigahara Holograph (虹ヶ原ホログラフ, Nijigahara Horogurafu), est un manga d'Inio Asano. Il a été prépublié entre 2003 et 2005 dans le magazine Quick Japan de Ohta Publishing et a été compilé en un volume relié en 2006. La version française est éditée par Panini Manga en 2008. Une réédition, sous le nom d'origine, a été publiée par Kana le 4 juin 2021. 